# Rimacola elliptica
Rimacola elliptica là một loài thực vật có hoa trong họ Lan. Loài này được (R.Br.) Rupp miêu tả khoa học đầu tiên năm 1942.